# Wesley Douglas
Pour les articles homonymes, voir Douglas.
Pas d'image ? Cliquez ici

a Compétitions nationales et continentales officielles uniquement.

Dernière mise à jour le 18 mars 2025.
Wesley Douglas, né le 28 novembre 1996 à Stoke-on-Trent, est un joueur anglais de rugby à XV évoluant aux postes de centre et d'ailier avec le Niort RC en Nationale 2 depuis 2024.

## Carrière

### Formation
Wesley Douglas commence par jouer au football avant de finalement se tourner vers le rugby dans sa ville natale. En 2013, il rejoint l'académie des Leicester Tigers.

### En club
Wesley Douglas quitte l'Angleterre en 2016 pour rejoindre la France et la Pro D2 au sein de l'effectif de l'AS Béziers Hérault.
En janvier 2020, il s'engage avec le CA Brive Corrèze à partir de la saison 2020-2021 et découvre le Top 14. En janvier 2021, Setariki Tuicuvu et Wesley Douglas ont été victimes d’une commotion cérébrale lors du match contre la Section paloise,. En juin 2022, il prolonge son contrat avec Brive jusqu'en 2024.

## Palmarès
Néant.